# Älgesta (naturreservat)
Älgesta är ett naturreservat i Nyköpings kommun i Södermanlands län.
Området är naturskyddat sedan 2007 och är 80 hektar stort. Reservatet ligger vid en av sjön Båvens södra vikar strax väster om gården Älgesta. Reservatet består av öppna betesmarker och hagmarker med gamla ekar. 